# Шаранзький район
Шаранзький район (рос. Шарангский район) — адміністративно-територіальна одиниця (район) та муніципальне утворення (муніципальний район) у  північно-східній частині Нижньогородської області Росії.
Адміністративний центр — робітниче селище Шаранга.

## Історія
Район було утворено 1929 року.

## Населення
| 1929    | 1939    | 1959    | 1970    | 1979    | 1989    | 2002    |
| ------- | ------- | ------- | ------- | ------- | ------- | ------- |
| 14 300  | ↗38 569 | ↘28 036 | ↘21 690 | ↘17 287 | ↘14 985 | ↘13 743 |
| 2003    | 2008    | 2009    | 2010    | 2011    | 2012    | 2013    |
| ↗14 300 | ↘12 604 | ↘12 473 | ↘12 450 | ↘12 403 | ↘12 341 | ↘12 261 |
| 2014    | 2015    | 2016    | 2017    |         |         |         |
| ↘12 107 | ↘11 929 | ↘11 842 | ↘11 825 |         |         |         |